# Courrier des États-Unis
El Courrier des Etats-Unis (en español: Correo de los Estados Unidos) era un periódico de lengua francesa publicado por emigrantes franceses en ciudad de Nueva York. Fue fundada en 1828 por Félix Lacoste con la ayuda de José Bonaparte (el hermano mayor de Napoleón), que vivía en Nueva Jersey.
El Courrier fue el periódico francés más famoso de Norteamérica, Sudamérica y el Caribe. En 1850, tenía más de 11,000 lectores registrados y se distribuyó desde Quebec hasta Río de la Plata, y desde Nueva York a San Francisco. También tuvo lectores en Francia. 

## Período bonapartista (1828-1836)
Fundado por Félix Lacoste, un amigo cercano de José Bonaparte, El Courrier adoptó una línea bonapartista. Sus lectores eran a menudo bonapartistas o republicanos en el exilio, incluyendo el Général Lallemand y Lakanal . 
Después de Revolución de 1830 en Francia (27, 28, 29 de julio de 1830), el Correo atacó a la nueva monarquía y al nuevo rey Luis-Felipe. Acusó a la monarquía de robar los principios de la revolución y de olvidar por qué había luchado el pueblo francés. El periódico argumentó que la familia Bonaparte serían los mejores defensores de la voluntad de la nación. 

## Periodo orleanista (1836-1848)
Después de 1836, el Correo se convirtió en propiedad del bibliotecario francés Charles de Behr. Él era partidario de Luis-Felipe y, en consecuencia, cambió la línea del periódico de acuerdo a sus ideas. 
En 1839, Frédéric Gaillardet (1808-1882) compró el Correo . Dijo que quería que el Correo se convirtiera en la "organe des populations franco-américains" (vocero del pueblo franco americano). 

## Período republicano (1848-1853)
Cuando las noticias de la Revolución francesa de 1848 llegaron a Nueva York, Gaillardet regresó a Francia para participar en la construcción de la nueva república y defender sus ideas conservadoras. Vendió el Correo a Paul Arpin, un traductor francés del periódico de Luisiana L'Abeille de la Nouvelle-Orléans. Arpin lo convirtió en un periódico republicano, atacando a los realistas del Parti de l'Ordre y a Luis-Napoleón Bonaparte. 

## Después del periodo republicano
Después del período republicano, la historia del Courrier des Etats-Unis se volvió oscura. De 1854 a 1861, Régis de Trobriand fue editor conjunto.